# Várzea da Roça
Várzea da Roça är en kommun i Brasilien.   Den ligger i delstaten Bahia, i den östra delen av landet, 1 000 km nordost om huvudstaden Brasília. Antalet invånare är 13 787.
Omgivningarna runt Várzea da Roça är huvudsakligen savann. Runt Várzea da Roça är det ganska glesbefolkat, med 24 invånare per kvadratkilometer.